# Ermenberge
Ermenberge  (dates de naissance et de mort non connues) est une princesse wisigothe, parfois considérée comme une reine franque du début du VIIe siècle.
Fille du roi des Wisigoths Wittéric, elle épouse peut-être, en 606, le roi de Bourgogne Thierry II.
Selon d'autres sources, elle est renvoyée en Espagne avant la célébration du mariage, la reine Brunehilde et Théodelinde (grand-mère et sœur de Thierry) ayant « monté celui-ci contre sa future épouse ». Cette hostilité est probablement liée au fait que Wittéric s'était emparé du pouvoir par la force, en renversant et en faisant exécuter le jeune roi wisigoth Liuva II.